# جیسون جوردن
جیسون جوردن (انگلیسی: Jason Jordan؛ زادهٔ ۲۸ سپتامبر ۱۹۸۸) کشتی‌گیر کشتی حرفه‌ای اهل ایالات متحده آمریکا است.